# Margot Palacios
Margot Palacios Huamán (Ayacucho, 18 de noviembre de 1983) es una comunicadora y política peruana. Es congresista de la república por Ayacucho para el periodo 2021-2026.

## Biografía
Nació en la ciudad de Ayacucho, el 18 de noviembre de 1983.
Estudió primero en la Universidad Nacional de San Cristóbal de Huamanga, siendo bachiller en Ciencias de la Comunicación en el año 2011, y luego en la Universidad Inca Garcilaso de la Vega como licenciada en Relaciones Públicas en 2012. También hizo un estudio postgrado en Gestión Pública.
Fue docente universitaria en la Universidad Nacional de San Cristóbal de Huamanga de 2012 a 2014, así como directora de un puesto en el Gobierno Regional de Ayacucho de 2016 a 2017 y organizadora comunitaria de la Municipalidad Provincial de Huamanga en 2018.

## Carrera política
Margot Palacios estuvo afiliada al partido Acción Popular desde marzo del 2005 hasta febrero del 2019, año en el que renunció para luego afiliarse al partido político Perú Libre de Vladimir Cerrón en el año 2020 y postuló sin éxito al Congreso de la República en las elecciones parlamentarias extraordinarias.

### Congresista de la República
En las elecciones del año 2021, Margot Palacios postuló nuevamente al Congreso de la República por la circunscripción de Ayacucho y finalmente logró ser elegida con 11,781 votos y fue juramentada para el periodo parlamentario 2021-2026.
Como congresista ejerció como presidenta de la Comisión de Pueblos Andinos, vicepresidenta de la Subcomisión de Acusaciones Constitucionales y secretaria de la Comisión de Descentralización. Fue también vocera de la bancada de Perú Libre, sin embargo, Palacios terminó por renunciar al partido en 2024 tras su alianza con el fujimorismo.
Actualmente forma parte de la oposición al gobierno de Dina Boluarte.